# Tetrablemma benoiti
Espèce
Synonymes
- Hexablemma benoiti Brignoli, 1978

Statut de conservation UICN

 EN B1ab(iii)+2ab(iii) : En danger
Tetrablemma benoiti est une espèce d'araignées aranéomorphes de la famille des Tetrablemmidae.

## Distribution
Cette espèce est endémique des Seychelles.

## Description
La femelle paratype mesure 0,96 mm.

## Étymologie
Cette espèce est nommée en l'honneur de Pierre L. G. Benoit.

## Publications originales
- Brignoli, 1978 : Contributions à l'étude de la faune terrestre des îles granitiques de l'archipel des Séchelles (Mission P.L.G. Benoit - J.J. Van Mol 1972). Araneae Tetrablemmidae. Revue de zoologie africaine, vol. 92, p. 431-435.